# Baudouin Droti Obhitre
 (septembre 2021).
Baudouin Droti Obhitre Rhumbe, né à Anayakuru le 15 janvier 1962, est un homme politique de la République démocratique du Congo et député national, élu de la circonscription d'Aru dans la province de l'Ituri,,,.

## Biographie
Baudouin Droti est né à Anayakuru le 15 janvier 1962, élu député national dans la circonscription électorale d'Aru dans la province de l'Ituri, il est membre du regroupement politique AAD.